# 韩文卿
韩文卿（1922年—），男，直隶肃宁人，中华人民共和国政治人物，曾任湖北省财政局局长、湖北省财贸办公室主任，湖北省政协副主席。